# Délégation de l'Union européenne au Royaume-Uni
La délégation de l'Union européenne au Royaume-Uni représente l'Union européenne au Royaume-Uni, travaillant en collaboration avec les ambassades et consulats des 27 États membres de l'UE au sein de cet ancien État membre.

## Rôle
La délégation de l'Union européenne présente et explique le politique de l'UE, à la fois auprès du gouvernement britannique et auprès du Parlement. Elle analyse également la situation politique, sociale et économique du pays et coordonne les relations post-retrait, notamment en ce qui concerne le commerce, la situation en Irlande du Nord et les différents domaines inscrits dans l'accord de retrait (finance, pêche, transports, sécurité, droits des citoyens, etc.).

## Historique
L'Union européenne entretient des relations diplomatiques avec le Royaume-Uni depuis 1952 et de 1973 à 2019, ce dernier faisait partie de l'UE et était intégré aux politiques communes. Après la procédure de retrait, le Royaume-Uni est redevenu un État tiers et un accord de commerce et de coopération a été signé afin de régir les relations des deux entités. Le bâtiment occupé par la délégation est celui qu'occupait anciennement la représentation de l'Union européenne (représentants de la Commission européenne et du Parlement européen).

## Compléments